# Man Football Club
 (janvier 2025).
Si vous disposez d'ouvrages ou d'articles de référence ou si vous connaissez des sites web de qualité traitant du thème abordé ici, merci de compléter l'article en donnant les références utiles à sa vérifiabilité et en les liant à la section « Notes et références ».
Le Man FC est un club de football ivoirien basé à Man. Fondé [Quand ?], il joue actuellement[Quand ?]en MTN Ligue 2.

## Histoire
En 1999, il participe à la coupe de la CAF, où il perd face a l’Association sportive et culturelle Jaraaf.

## Palmarès
- Championnat de Côte d'Ivoire
  - Vice-champion : 1998

## Anciens joueurs
- Ediman Habib